# Catherine E. Coulson
Pour les articles homonymes, voir Coulson.
Catherine E. Coulson, née le 22 octobre 1943 à Ashland et morte le 28 septembre 2015 dans la même ville, est une actrice américaine.

## Biographie
Catherine E. Coulson, naît et grandit dans l'Oregon. Sa mère était ballerine et comédienne, son père producteur. Sa famille a animé "Breakfast with the Coulsons", un show à la radio.
Elle épouse l'acteur Jack Nance en 1968, puis ils divorcent en 1976. Ils travaillent ensemble sur le film Eraserhead où elle est l'assistante à la mise en scène de David Lynch.
Elle travaille ensuite comme assistante caméra sur plusieurs films (The Killing of the Chinese Bookie, Youngblood, Star Trek II).
Son second mari, Marc Sirinsky, avec qui elle a une fille Zoey en 1987, est rabbin au Temple Emek-Shalom d'Ashland, en Oregon.
Elle connaît le succès populaire avec son rôle de "La femme à la bûche" (The Log Lady) dans la série culte Twin Peaks de 1990 et dans celle de 2017, ainsi que dans Twin Peaks: Fire Walk with Me en 1992.
Elle a joué pendant huit ans lors du prestigieux Oregon Shakespeare Festival.
Elle meurt d'un cancer à l'âge de 71 ans en septembre 2015, et est inhumée à Jacksonville (Oregon).

## Filmographie
- The Amputee (1974)
- Twin Peaks (1990–1991)
- Femme fatale (en) (1991)
- Another You (1991)
- Twin Peaks: Fire Walk with Me (1992)
- The Four Diamonds (1995)
- Psych (2010)
- 2017 : Twin Peaks: The Return (saison 3) : Margaret Lanterman / La Femme à la Bûche